# Deutsches Lokomotivbild-Archiv
Das Deutsche Lokomotivbild-Archiv (DLA) war ein Lichtbild-Archiv in Berlin.

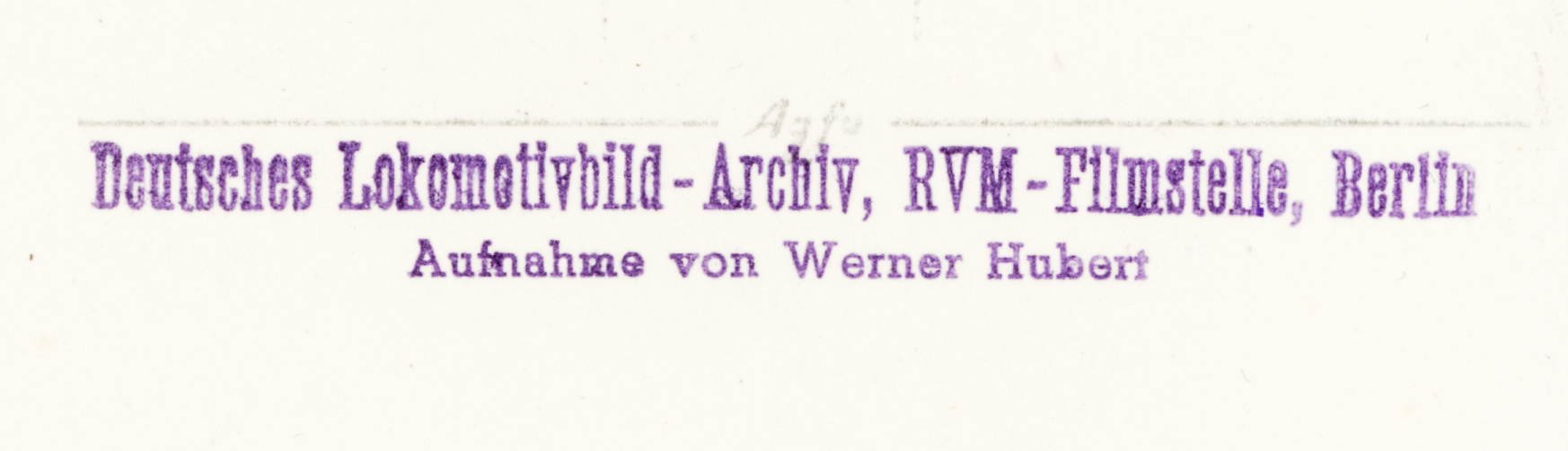
Stempel des DLA auf der Rückseite einer Fotografie von Werner Hubert

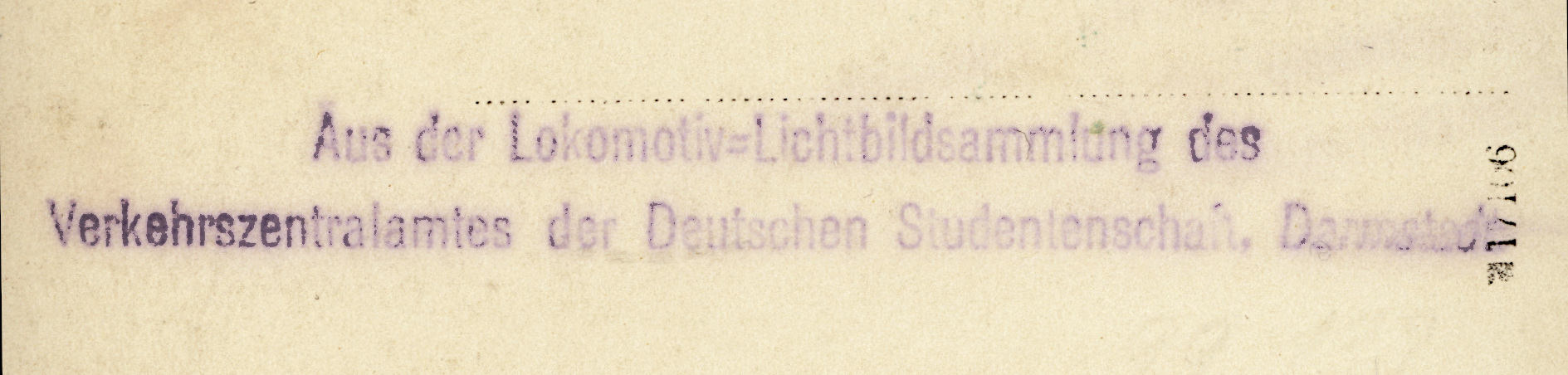
Stempel des Verkehrszentralamtes der Deutschen Studentenschaft, Darmstadt

1929 fanden sich Maschinenbaustudenten der Technischen Hochschule Darmstadt zusammen, um das Lokomotivbildarchiv des Verkehrszentralamtes der Deutschen Studentenschaften zu gründen. Hermann Maey und Erhard Born gehörten mit einigen anderen Eisenbahnbegeisterten zu den Gründungsmitgliedern. Nachdem weitere Fotografen wie Rudolf Kallmünzer, Günther Scheingraber, Rudolf Kreutzer, Werner Hubert und Carl Bellingrodt ihre Aufnahmen dem Archiv zur Verfügung stellten, wurde es deutschlandweit bekannt. Zu den Gründern zählte auch Richard Prinz von Hessen, der als Besitzer eines Automobils den Fotografen des Archivs Fahrten zu entfernter liegenden Bahnbetriebswerken und Bahnstrecken ermöglichte. Ab 1934 firmierte das Archiv als Deutsches Lokomotivbild-Archiv.
1938 wurde das Archiv in Deutsches Lokomotivbild-Archiv (DLA) umbenannt, zum 1. April 1939 vom Reichsverkehrsministerium übernommen und der Reichsbahn-Filmstelle angeschlossen. Schon im Mai 1939 erfolgte der Umzug des Archivs nach Berlin.
Die Sammlung umfasste „Die Dampflokomotiven der Deutschen Reichsbahn im Bild“ im „Verzeichnis der eisenbahntechnischen Lichtbilder“ fast lückenlos und wurde ständig aktualisiert. Um die Bilder vergleichen zu können, wurden Standardaufnahmen im Postkartenformat 10 cm × 15 cm (DIN A6) hergestellt, bei denen die Perspektiven vorgegeben waren:
- v: vorn
- lss: links sehr schräg von vorn
- ls: links schräg von vorn
- lws: links wenig schräg von vorn
- l: links (Heizerseite)
- lsvh: links schräg von hinten

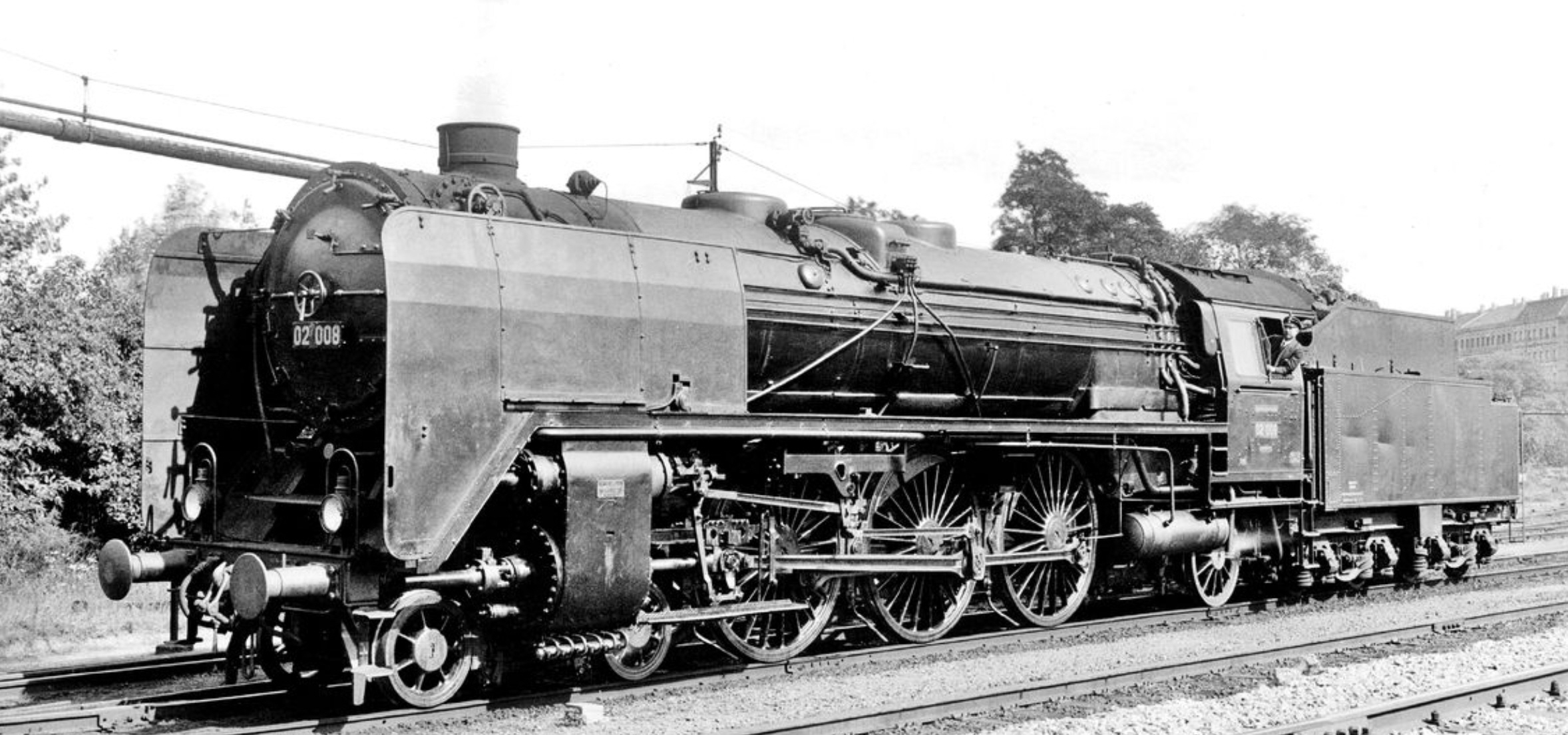
Typenfoto der 02 008 in der Perspektive „links vorne“, Aufnahme von Werner Hubert

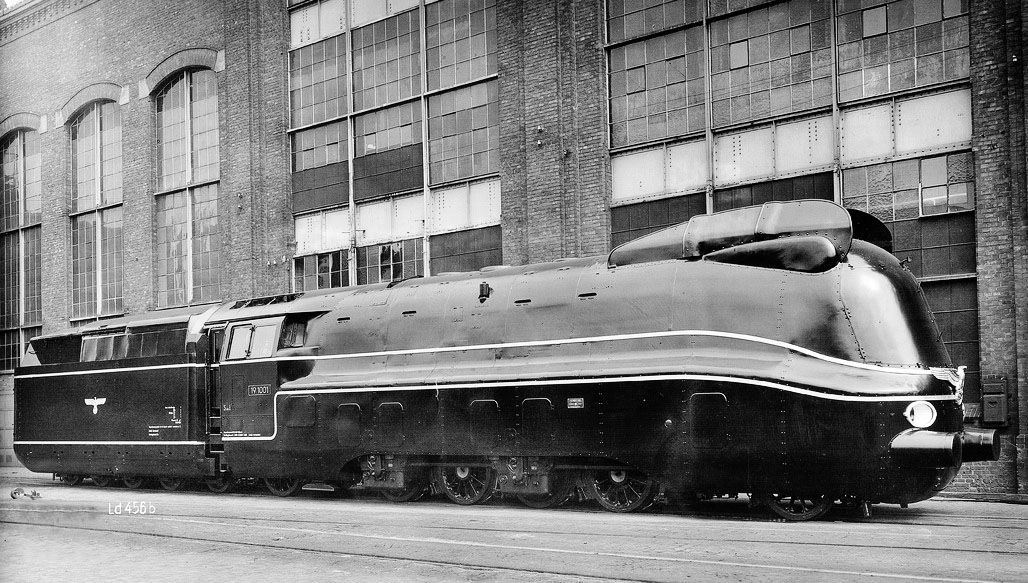
Werksfoto der DR 19 1001 in der Ansicht „rechts vorne“, Aufnahme von Rudolf Kreutzer

- lssvh: links sehr schräg von hinten
- h: hinten
- rssvh: rechts sehr schräg von hinten
- rsvh: rechts schräg von hinten
- r: rechts (Lokführerseite)
- rws: rechts wenig schräg von vorn
- rs: rechts schräg von vorn
- rss: rechts sehr schräg von vorn

Ergänzt wurde das gesammelte Material durch reproduzierte Werksfotos der Lokomotivhersteller und alte Betriebsaufnahmen, auch im älteren Standardformat 9 cm × 14 cm. Die Fotografien wurden nicht nur von Hochschulen, Ämtern und Museen genutzt, sie konnten auch von Eisenbahnfreunden erworben werden. Dazu gab es die „Sammelblätter nach Hubert“, auf denen zwei Bilder Platz hatten, und entsprechende Sammelordner.
Bei der Einnahme Berlins durch die Rote Armee am Ende des Zweiten Weltkriegs wurde das Deutsche Lokomotivbild-Archiv komplett vernichtet. Auch die Archive von weiteren DLA-Fotografen, wie das Werner Huberts in Dresden, überstanden den Krieg nicht. Nach dem Krieg blieb nur das in Wuppertal im Garten vergrabene Bildarchiv Carl Bellingrodts erhalten. Auf Wunsch von Hermann Maey fertigte Bellingrodt von ebenfalls erhalten gebliebenen Abzügen Reproduktionen an, so dass es möglich war, das Deutsche Lokomotivbild-Archiv als Lokomotivbildarchiv Bellingrodt weiterzuführen. Nach dem Tod Bellingrodts im Jahr 1971 wurde das Archiv von seiner Witwe weitergeführt, bis sie es Anfang der 1980er Jahre an den Eisenbahn-Kurier-Verlag verkaufte.